# Hans Beckmann
Hans Beckmann (6 de Janeiro de 1918) foi um comandante de U-Boot que serviu na Kriegsmarine durante a Segunda Guerra Mundial.

## Carreira militar
Hans Beckmann iniciou a sua carreira militar ao ingressar na marinha de guerra alemã no ano de 1939. Assumiu o comando do U-2330 ao comissioná-lo no dia 7 de setembro de 1944, permanecendo no comando até o dia 3 de maio de 1945 quando foram abertos buracos em seu casco para afundar. Não realizou nenhuma patrulha de guerra como comandante.

### Patentes
| Oberleutnant zur See (R) | 1 de agosto de 1944 |

### Condecorações
| Cruz de Ferro 2ª Classe          | 3 de julho de 1941     |
| Cruz de Ferro 1ª Classe          | 12 de dezembro de 1941 |
| Distintivo de Guerra U-Boot 1939 | novembro de 1943       |